# تاريخ البرتغال (1834-1910)
اتسمت مملكة البرتغال في عهد بيت براغانزا بكونها مَلَكيّة دستورية منذ نهاية الحرب الأهلية الليبرالية في عام 1834 إلى الثورة الجمهورية عام 1910.
تُبِعَت الاضطرابات الأولية للانقلابات التي قادها الجنرالات المنتصرون في الحرب الأهلية بإقامة نظام برلماني غير مستقر في «التناوب» الحكومي تميّز بنمو الحزب الجمهوري البرتغالي. يُعدّ السبب الرئيسي في ذلك هو عدم كفاءة الحكومات الملكية وعدم اهتمام الملوك الواضح في حكم البلاد، بالإضافة إلى تفاقم الوضع بسبب الإنذار البريطاني للتخلي عن مشروع «الخريطة الوردية» البرتغالي الذي هدف لتوحيد غرب إفريقيا البرتغالية وشرق إفريقيا البرتغالية (أنغولا وموزمبيق اليوم).
أفضت هذه الحالة إلى تشكيل حكومة شبه ديكتاتورية فرضها الملك كارلوس الأول، بالنيابة عن جواو فرانكو، تلاها كل من اغتيال الملك في حادثة قتل الملك في لشبونة عام 1908 وثورة عام 1910.

## ديفواريسم
شهد النظام الملكي الدستوري في فترة ما بعد الحرب الأهلية ظهور منافسة من الإيديولوجية الليبرالية وأتباعها. وصف جاستاو بيريرا دي ساندي، كونت تايبا، بالإضافة إلى أحد المعارضين (يُشار إليهم عادةً باسم «راديكاليين»)، الحكومة بأنها «عصابة تهدف لالتهام البلاد تحت ظل طفل» (تعبير مجازي إذ أن «الطفل» يمثل الملكة الشابة، ماريا الثانية من البرتغال). كانت هذه من أوائل الإشارات إلى ديفوارسمو (ديفواريسم)، أي الممارسة الفاسدة المتمثلة في استخدام الخزينة العامة لإثراء الذات أو لإفادة أخرى.
تميزت فترة ما بعد الحرب الأهلية بحالة من عدم الاستقرار في المناصب التنفيذية، وعدم وجود تعريف أيديولوجي، وتهميش الحركات الشعبية، وعدم الانضباط، وتدخل القادة العسكريين في السياسة. أدت وفاة وصي العرش، الملك السابق بيدرو، بعد منح ابنته بنجاح منصب الملكة، إلى دفع ماريا دا جلوريا ذات الخبرة القليلة لمنصب في سن 15 عامًا لم تكن مستعدة لشغله.
بقي مستشاروها، الأرستقراطيون والنبلاء، يستخدمون السلطة الملكية كقوة ثقل لموازنة الكفة مع الثورة الليبرالية. وُجد حينها تياران سياسيان: المعتدلون الذين دافعوا عن الميثاق الدستوري لعام 1828 وأولئك الذين شجعوا على استعادة الدستور الديمقراطي لعام 1822. كان كلا الحزبين غير منظمين، ولم يتضامن أي منهما مع الملك، ولم تُعرّف أيديولوجياتهما بوضوح، فقد تأرجح السياسيون بانتظام بين سياسة فينتيستا وسياسة كونستيتسيونال. وفي الوقت نفسه، حُرِم أغلب الشعب من حقوقه: أُمّيون وبدائيون من الناحية الثقافية، وبالتالي دعموا أيّ شخص حقق مصالحهم. اقتصر التعليم فقط على المدن، إذ امتلك التجار المحليون والموظفون البيروقراطيون الوعي تجاه الحراك الاجتماعي.

### الاقتصاد
من الناحية الاقتصادية، لم تكن البرتغال أفضل حالًا في فترة ما بعد الحرب، فاستمرت في جني ثروتها (المتناقصة) من زراعة الأراضي والضرائب وإيجارات الأراضي، مع إهمال تطوير هيكل مالي يوفّر رأس المال اللازم لرواد الأعمال لشراء الآلات والحفاظ على الصناعة؛ وبالنتيجة، ركود الاقتصاد. في أواخر عام 1910، وُظّف فقط خمس عمال القطاعات المصنفة على أنها «صناعية» في مصانع بها أكثر من 10 عمال. لم تكن بيئة المتاجر الصغيرة وعمليات الحرف اليدوية ملائمة لنقابات العمال.
موّل السياسيون العديد من الصحف الصغيرة، التي وفرت منفذاً للعديد من الكتاب لمناقشة المسائل الاقتصادية والترويج لإصلاحات مموليهم الخاصة. ركز الكُتّاب المعروفين باسم «جيل السبعينيات» على الاقتصاد السياسي، وكيفية تحفيز الاقتصاد التقليدي باتجاه التقدم والنمو. تضمنت قائمة أهمّ الكُتّاب حينها كلًا من أنتيرو دي كوينتال، والذي كتب مقالات فلسفية مجردة؛ يواكيم ب. أوليفيرا مارتينز (1845-1894)، الذي ركز على الموضوعات المالية؛ خوسيه ماريا إيكا دي كويروز (1845-1900)، الذي استخدم الواقعية والسخرية في قصصه الخيالية لتوضيح بعض النقاط في الاقتصاد السياسي؛ ورافائيل بوردالو بينهيرو برسومه الكاريكاتورية الناقدة للسياسيين الأثرياء. تناول الكُتّاب غالبًا المشاكل الناجمة عن النمو الاقتصادي والتقدم المادي في فرنسا وبريطانيا. لم تطالب الاشتراكية سوى بكوينتال، مؤسس حزب بارتيدو سوسياليستا بورتوغيز (الحزب الاشتراكي البرتغالي). اهتموا بالآثار السياسية لأصحاب النفوذ الأثرياء، وخطر تهجير السكان في المناطق الريفية، وتفاقم الفقر الحضري. تناولوا قضايا الظلم الاجتماعي والاضطرابات العمالية والدور المناسب للدولة في تعزيز الرفاهية العامة.

### التجديد
تميزت الملكية الدستورية بسلسلة من المقترحات التشريعية من قبل الحكومة حينها، والتي استُمدّت أساساتها من موزينهو دا سيلفيرا ومذهبه المثالي. خلال ولايته، دعم سيلفيرا التشريعات الثورية لكل من الحكومات الاستبدادية والليبرالية في ذلك الوقت (1823-1833). بقيت مدفوعات الإيجار للدولة والعلاقات بين الشعب والكنيسة والحكم المحلي كما كانت عليه في القرون الوسطى. أدرك سيلفيرا، بعد استيائه من السياسيين البرتغاليين، أن السياسة كانت أداةً معتمدةً على الظروف الاجتماعية والاقتصادية. بعد تهميش أفكاره وحلوله في البداية من قبل الليبراليين والاستبداديين، تبنّى الجيل الجديد من السياسيين الليبراليين أفكاره في فترة ما بعد الحرب. من بين مقترحاته العديدة، تبنّت الحكومات المتعاقبة سياساته المتعلقة بفصل الاقتصاد عن الظروف الاجتماعية، والحد من الضرائب إلى 5 ٪، وإلغاء العشر، والرسوم الحكومية، وخفض الضرائب على الصادرات إلى 1 ٪، وإنهاء تنظيم التجارة بين المجتمعات المحلية والتدخل الحكومي في الشؤون المحلية، بالإضافة إلى الفصل بين القضاء والمكاتب الإدارية، وتحرير التجارة العامة ومنع بعض أشكال الاحتكار (مثل بيع الصابون ونبيذ بورت). بشكل عام، شرّعت الأنظمة في فترة ما بعد الحرب مبادراته بهدف إزالة امتيازات الفئات النخبوية، وتحقيق المساواة الاجتماعية، وتشجيع تحرير الاقتصاد وتحسين أداء الحكومة.

### العلمنة
في عام 1834، أنهى خواكيم أنطونيو دي أغيار عقوبات الدولة على المنظمات الدينية وقامت بتأميم أراضيها وممتلكاتها. سيطرت حكومة أغيار التي أشير إليها في وقت لاحق باسم ماتا-فراديس (قاتل الإخوان)، على الأديرة والكنائس ومنازل الإقطاعيين وملكية المعاهد المختلفة المدعومة بتبرعات المتدينين وعرضتها للبيع. على الرغم من أملهم في وضع الأرض والسلع في أيدي الفئات الأكثر حرمانًا، لم يمتلك معظم الفقراء رأس المال اللازم لشرائها. في الواقع، كان إجمالي المبيعات أقل بعشرة أضعاف من المتوقع، وتم شراء معظم الممتلكات من قبل المضاربين أو ملاك الأراضي الحاليين.

### تفويض السلطة للبلديات
كان إعادة تنظيم الوحدات الإدارية القائمة أحد المظاهر في فترة ما بعد الحرب، بهدف تحقيق مركزية أو لا مركزية فيها ثمّ إعادة تركيز السلطة في الحكومة الوطنية. بدأ الجدال في عام 1832، عندما أشرفت إدارة موزينهو دي سوزا على تطبيق نظام لتعيين المسؤولين الإقليميين لحكم البلديات، وبالتالي فرض برامج الحكومة المركزية وأيديولوجيتها عليهم: اتهِمت بكونها ذات فكر نابليوني في تنظيمها. اعتُبرت مسألة المركزية أو اللامركزية نقاشًا مستمرًا في فترة ما بعد الحرب، ما أدى إلى انحراف تشريعات المتتابعة نحو أحد الاتجاهين. أبطلت حكومة باسوس مانويل أخيرًا 466 بلدية في عام 1836، إذ لم يتمكن الكثير منها من توفير إدارة حكومية فعالة. استمر هذا ست سنوات فقط، ثمّ في عام 1842، وضع نظام كوستا كابرال برنامجًا آخر للمركزية، والذي تعرّض للمواجهة سريعًا من القوانين التشريعية التي أصدرها كل من ألميدا غاريت وأنسيلمو برامكامب ومارتنز فيراو ودياس فيريرا. أدى الانتعاش الاقتصادي في عام 1878 أخيرًا إلى وضع برنامج جديد للامركزية من قبل رودريجيز سامبايو، والذي تضمن زيادة كبيرة في المسؤوليات المحلية والوسائل القانونية اللازمة لرفع الضرائب على المستوى المحلي. بحلول عام 1886، ظهر ميل جديد بما يتعلق بالمركزية. ونتيجة لذلك، ومع مرور الوقت (وحتى العصر الجمهوري) بدأت السلطات المحلية في الحصول على الدعم من برامج المساعدات المالية والتمويل المشترك.